# Anisodactylus merula
Anisodactylus merula är en skalbaggsart som beskrevs av Ernst Friedrich Germar. Anisodactylus merula ingår i släktet Anisodactylus och familjen jordlöpare. Inga underarter finns listade i Catalogue of Life.